# Dolni čiflik
Dolni čiflik (búlgaro: Долни чифлик) é uma cidade da Bulgária, localizada no distrito de Varna. A sua população era de 6,706 habitantes segundo o censo de 2010.

## População
| Dolni čiflik | Dolni čiflik | Dolni čiflik | Dolni čiflik | Dolni čiflik | Dolni čiflik | Dolni čiflik | Dolni čiflik | Dolni čiflik | Dolni čiflik | Dolni čiflik | Dolni čiflik | Dolni čiflik | Dolni čiflik | Dolni čiflik | Dolni čiflik | Dolni čiflik | Dolni čiflik | Dolni čiflik | Dolni čiflik |
| --- | ------------ | ------------ | ------------ | ------------ | ------------ | ------------ | ------------ | ------------ | ------------ | ------------ | ------------ | ------------ | ------------ | ------------ | ------------ | ------------ | ------------ | ------------ | ------------ |
| Ano | 1887         | 1910         | 1934         | 1946         | 1956         | 1965         | 1975         | 1985         | 1992         | 2001         | 2002         | 2003         | 2004         | 2005         | 2006         | 2007         | 2008         | 2009         | 2010         |
| População |              |              |              | …            | …            | 5,604        | 5,826        | 6,674        | 7,126        | 6,887        | 6,863        | 6,752        | 6,704        | 6,684        | 6,662        | 6,672        | 6,643        | 6,673        | 6,706        |
| Fontes: Instituto Nacional de Estatísticas, „citypopulation.de“, „pop-stat.mashke.org“, Bulgarian Academy of Sciences |              |              |              |              |              |              |              |              |              |              |              |              |              |              |              |              |              |              |              |